# T-43
Pour les articles homonymes, voir T43.
Le T-43 est un prototype de char moyen conçu au printemps 1942 pour remplacer le T-34. Le développement a été abandonné en faveur d'améliorations du T-34 (nouvelle tourelle, canon de 85 mm S-53). Le T-43 n'a jamais été produit en série.

## Histoire et conception

### Genèse
Les origines du T-43 remontent à l'infructueux projet T-34M. Ce dernier, développé à l'usine no 183, devait déjà remplacer le T-34 dans les rangs à partir de la seconde moitié de 1941. Le T-34M était censé considérablement améliorer les capacités du T-34. Passant par l'apport de barres de torsion, d'un tourelleau de commandement et par l'ajout d'un membre d'équipage permettant de décharger le chef de char, il se voulait être la première mise à niveau majeure du véhicule.
Suivant le déclenchement de l'opération Barbarossa et l'évacuation subséquente des usines à l'est, l'usine n° 183 se retrouva dans l'impossibilité de construire le char. S'il ne rentra pas en production, quelques éléments du char se retrouvèrent sur les T-34 à partir de 1942, comme la tourelle hexagonale ou les chenilles. La modernisation en profondeur du char ne fut pas retenue en raison de la complexité à la mettre en œuvre vis-à-vis des capacités de production des usines récemment délocalisées.
Dans ce contexte, il a été décidé au printemps 1942 de simplifier le T-34M afin de l'adapter au contexte de la guerre. Ce nouveau véhicule ne conservait finalement que peu d'éléments du T-34M. La tourelle est redevenue biplace et les lignes du char ont été simplifiées.
Ce projet, reçu avec scepticisme, sera mis de côté quelques mois, le char T-34M étant retiré des plans de production. Forte de son expérience, l'usine no 183 répondit aux nouvelles exigences avec un char nommé T-43. Reprenant la tourelle à trois hommes, Staline en personne demanda la production rapide d'un prototype en octobre 1942.

### Prototypes et essais
Le travail prit un retard considérable à cause de nombreux critères changeant régulièrement et le prototype ne sera assemblé qu'en décembre. Si le châssis resta inchangé par rapport aux plans initiaux, une nouvelle tourelle fut créée afin d'accueillir les trois membres d'équipage. Durant les essais en usine qui dureront plusieurs mois, le char se révéla particulièrement fiable, bien plus que le KV-13 et les IS, développés en parallèle au T-43.
Une certaine opposition commença à se former contre le T-43 mais aussi contre les ingénieurs, critiqués pour ne pas travailler assez rapidement sur la correction des défauts du véhicule. Le travail stagnant considérablement sur la première version du véhicule, le développement d'une version améliorée débuta en avril 1943 et dont la principale caractéristique était un anneau de tourelle élargi. Deux prototypes de cette version seront construits en juin. Là encore, les plans initiaux prirent du retard. Les véhicules, censés débuter leurs essais le même mois, ne les commenceront qu'en août suivant une lettre de Lavrenti Beria qui accéléra le processus.
Les résultats du char étaient plutôt positifs. Si les barres de torsion et la tourelle élargie permettaient une conduite de tir plus souple et une cadence de tir plus grande, le char pâtit d'une fiabilité médiocre et certains composants s'usaient rapidement, comme le caoutchouc des galets de roulement, puisque les galets repris du T-34 ne supportaient pas la masse supérieure du T-43. Ces défauts de jeunesse n'empiétaient néanmoins pas sur les supposées grandes qualités du char.

### Mise à l'écart du projet
Pourtant, le T-43 ne sera jamais entré en production et encore moins en service. La raison est principalement celle du temps passé à développer le char. Effectivement, depuis la fin des essais du véhicule, l'Armée rouge se retrouve victorieuse dans la bataille de Koursk qui révèlera la nécessité d'équiper les chars d'un canon de plus gros calibre. C'était en partie chose faite sous la forme du SU-85 et du KV-85. En septembre, il fut décidé d'installer un canon factice de 85 mm D-5T-85 sur le T-43, puisqu'il rentrait aisément dans la tourelle élargie.
La conclusion du GABTU était que l'armement du char était insuffisant, que 75 mm de blindage frontal n'était plus suffisant et que le train de roulement n'était pas fiable. Une liste de caractéristiques sera établie afin de tenter de sauver le char mais ces critères semblaient impossibles à respecter puisqu'ils prévoyaient d'élargir le char, de le surblinder et de conserver une masse similaire.
Le T-43 sera effectivement abandonné, mais l'expérience apprise de ce projet permettra d'installer une tourelle triplace similaire équipée du canon de 85 mm D-5T-85 sur un châssis de T-34. Ce char entrera en production en décembre 1943 et deviendra le T-34-85.